# Urs (sufismo)
L'Urs è un rituale che corrisponde alla festa per la morte di un Maestro sufi.

## Rituale dell'Urs, o matrimonio del "Santo"
L'Urs ha luogo in una cornice di gioia, giacché si dice che il "Santo" sufi ha semplicemente abbandonato il suo corpo umano esteriore ma che non è davvero morto. "Si è unito con l'Eterno". Tale unione, queste nozze, sono dunque festeggiate per un giorno e una notte, costellati di canti e di danze.

## Un rituale esportato
L'Urs è un rituale sufi legato a uno spazio fisico, che è costituito dal mausoleo di un Maestro sufi. Secondo Nile Green, questo rituale nacque in Asia centrale, in terra persiana. Fu esportato quindi nell'Asia continentale e in Africa del Sud. Malgrado il rituale sia ben noto in India, esso non è sua caratteristica esclusiva.
Ogni anno, in novembre, centinaia di fakir, venuti dall'India convengono al centro di Delhi. Sono mistici musulmani, rispettati anche dagli hindu che respingono ogni forma di integralismo e che cercano solo l'unione con Dio e la libertà attraverso la via additata dal misticismo, o attraverso il consumo di hashish, intraprendendo il pellegrinaggio dell'Urs ad Ajmer, in Rajasthan, a 400 km da Delhi, in cui è sotterrato uno dei grandi "Santi" dell'Islam, Mo'inoddin Cishti, grande esponente del sufismo indiano nel XII secolo, per festeggiarne l'anniversario della morte.